# Peter Frankopan
Peter Frankopan, född 22 mars 1971, är en brittisk historiker.
Peter Frankopan är näst äldst av fem barn till Louis Doimi de Frankopan (1939–2018) och Ingrid Detter. Hans far föddes i Kroatien och hävdade att han tillhörde det kroatiska Huset Frankopan, med rötter i 1100-talet.
Han studerade på Eton College och därefter historia på Jesus College på Cambridge University med inriktning på bysantisk historia. Han disputerade i historia på Corpus Christi College på Oxford University. Han är forskare på Worcester College, Oxford och föreståndare för Oxford Centre for Byzantine Research.
År 1999 etablerade Peter Frankopan och hans fru Jessica Cowley Manor, ett livsstilshotell och spa på en kulturminnesmärkt egendom i Cotswolds. De utvecklade därefter detta till hotellkedjan A Curious Group of Hotels,, vilken innefattar Portobello Hotel i London, Canal House i Amsterdam och L'Hotel Paris i Paris.
Han är gift med Jessica Sainsbury och har fyra barn.